# Robert Swan (Skirennläufer)
Robert „Bob“ Swan (* 26. Februar 1943 in Winnipeg, Manitoba) ist ein ehemaliger kanadischer Skirennfahrer sowie Weltmeisterschafts- und Olympiateilnehmer.

## Karriere
Swan startete bei den Olympischen Spielen 1964 und 1968 für Kanada im Slalom, wurde jedoch bei beiden Austragungen disqualifiziert. Im Weltcup war seine beste Platzierung ein siebter Platz im Slalom von Franconia am 12. März 1967, den Jean-Claude Killy gewinnen konnte. Swan kam drei weitere Male unter die besten zehn. Zwei Platzierungen unter den besten zehn gelangen Swan im Riesenslalom, die zwei weiteren im Slalom.

## Erfolge

### Olympische Spiele
- Innsbruck 1964: DSQ im Slalom
- Grenoble 1968: DSQ im Slalom

### Weltcupwertungen
| Saison | Gesamt | Gesamt | Abfahrt | Abfahrt | Riesenslalom | Riesenslalom | Slalom | Slalom |
| Saison | Platz  | Punkte | Platz   | Punkte  | Platz        | Punkte       | Platz  | Punkte |
| ------ | ------ | ------ | ------- | ------- | ------------ | ------------ | ------ | ------ |
| 1967   | 29.    | 8      |         |         | 16.          | 4            | 21.    | 4      |
| 1968   | 61.    | 1      |         |         |              |              | 36 .   | 1      |